# Zhangjiakou
Zhangjiakou (cinese tradizionale: 张家口; cinese semplificato: 张家口; pinyin: Zhāng kǒu Jia, nota anche con diversi altri nomi) è una città-prefettura nella provincia di Hebei nel Nord della Cina. Ha una popolazione di 4,3 milioni di abitanti, e copre 36947 chilometri quadrati.

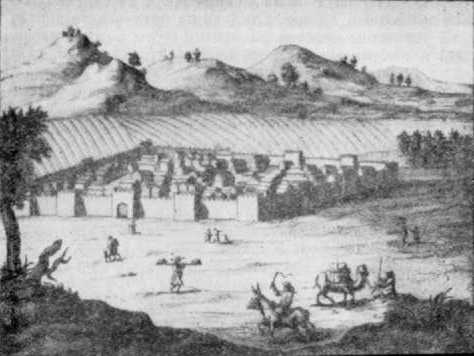
Disegno di Zhangjiakou (Kalgan) 1698.

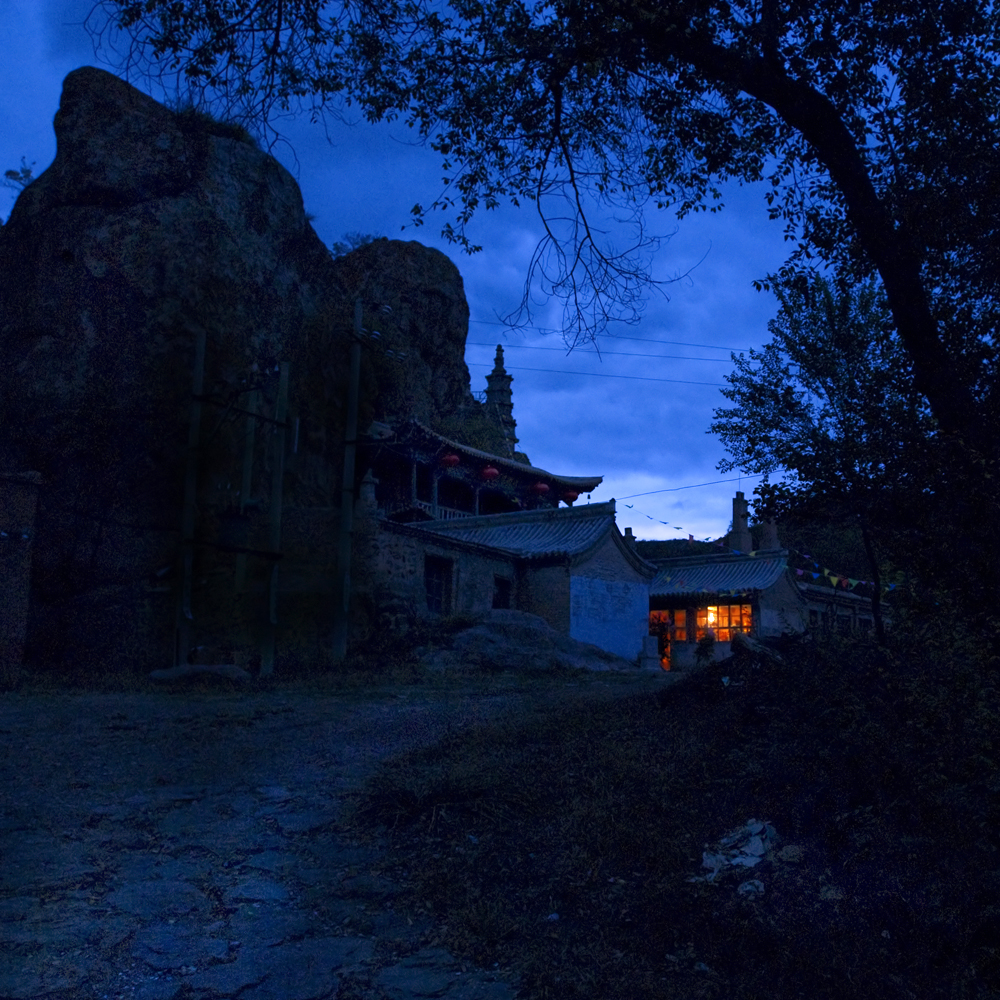
Un angolo di Zhangjiakou.

## Geografia antropica

### Suddivisioni amministrative
| Map       | Map                     | Map      | Map           | Map                    | Map        | Map            |
| --------- | ----------------------- | -------- | ------------- | ---------------------- | ---------- | -------------- |
|           |                         |          |               |                        |            |                |
| #         | Name                    | Hanzi    | Hanyu Pinyin  | Population (2004 est.) | Area (km²) | Density (/km²) |
| Distretti |                         |          |               |                        |            |                |
| 1         | Distretto di Qiaoxi     | 桥西区   | Qiáoxī Qū     | 230 000                | 141        | 1,631          |
| 2         | Distretto di Qiaodong   | 桥东区   | Qiáodōng Qū   | 260 000                | 113        | 2,301          |
| 3         | Distretto di Xuanhua    | 宣化区   | Xuānhuà Qū    | 290 000                | 276        | 1,051          |
| 4         | Distretto di Xiahuayuan | 下花园区 | Xiàhuāyuán Qū | 70 000                 | 315        | 222            |
| 5         | Distretto di Xuanhua    | 宣化县   | Xuānhuà Xiàn  | 300 000                | 2,095      | 143            |
| 6         | Contea di Zhangbei      | 张北县   | Zhāngběi Xiàn | 370 000                | 4,232      | 87             |
| 7         | Contea di Kangbao       | 康保县   | Kāngbǎo Xiàn  | 280 000                | 3 365      | 83             |
| 8         | Contea di Guyuan        | 沽源县   | Gūyuán Xiàn   | 230 000                | 3,601      | 64             |
| 9         | Contea di Shangyi       | 尚义县   | Shàngyì Xiàn  | 190 000                | 2,621      | 72             |
| 10        | Contea di Yu            | 蔚县     | Yù Xiàn       | 460 000                | 3,216      | 143            |
| 11        | Contea di Yangyuan      | 阳原县   | Yángyuán Xiàn | 280 000                | 1,834      | 153            |
| 12        | Contea di Huai'an       | 怀安县   | Huái'ān Xiàn  | 250 000                | 1,706      | 147            |
| 13        | Distretto di Wanquan    | 万全县   | Wànquán Xiàn  | 220 000                | 1,158      | 190            |
| 14        | Contea di Huailai       | 怀来县   | Huáilái Xiàn  | 340 000                | 1,793      | 190            |
| 15        | Contea di Zhuolu        | 涿鹿县   | Zhuōlù Xiàn   | 330 000                | 2,799      | 118            |
| 16        | Contea di Chicheng      | 赤城县   | Chìchéng Xiàn | 280 000                | 5,238      | 53             |
| 17        | Distretto di Chongli    | 崇礼县   | Chónglǐ Xiàn  | 120 000                | 2,326      | 52             |

## Sport
Nei suoi confini sono situati la stazione sciistica Genting Snow Park e gli impianti sportivi National Biathlon Centre, National Cross-Country Centre e  National Ski Jumping Centre, realizzati in occasione dei XXIV Giochi olimpici invernali del 2022.